# Strada statale 7 dir/A del Tempio di Giove
La  strada statale 7 dir/A del Tempio di Giove (SS 7 dir/A) è una strada statale italiana, diramazione della strada statale 7 Via Appia.

## Percorso
La strada è lunga poco meno di 1,5 km e costituisce parte dell'itinerario litoraneo che evita l'attraversamento del centro di Terracina, innestandosi nella strada statale 7 Via Appia all'imbocco est della galleria Tempio di Giove.

### Tabella percorso
| del Tempio di Giove |             |      |           |
| Tipo                | Indicazione | ↓km↓ | Provincia |
|                     | Via Appia   | 0,0  | LT        |
|                     | Via Flacca  | 1,5  | LT        |